# Joanne (lied)
Joanne is een lied van de Nederlandse rapper Lil' Kleine. Het werd in 2020 als single uitgebracht en stond in hetzelfde jaar als derde track op het album Jongen van de straat.

## Achtergrond
Joanne is geschreven door Julien Willemsen en Jorik Scholten en geproduceerd door Jack $hirak. Het is een lied uit het genre nederhop. Het is een liefdeslied dat de rapper schreef voor zijn toenmalige verloofde Jaimie Vaes, welke de tweede naam Joanne draagt. Het is de eerste solosingle van de artiest in 2020 en werd uitgebracht voordat het album waar het ook op te vinden op de markt was. Op de B-kant van de single staat een instrumentale versie van het nummer. De single heeft in Nederland de gouden status.

## Hitnoteringen
De artiest had bescheiden succes met het lied in de Nederlandse hitlijst. Het piekte op de dertiende plaats van de Nederlandse Single Top 100 en stond tien weken in deze hitlijst.  De Top 40 werd niet bereikt; het lied bleef steken op de zesde plaats van de Tipparade.